# 太平門 (重慶)
太平門，是原十七座重慶城門之一，太平門居重慶舊城的東南方，在東水門之南約七百米的長江邊上。太平門有瓮城門朝長江上游，上書「太平門」三字；正門面向長江，門額上書「擁衛蜀東」四字。

## 歷史
太平門是重慶城門開九門中最古老的城門之一，至少在宋末就有了。重慶府署是宋末建的，就在太平門內，一直沒有遷動。巴縣縣署地緊靠府屬各署。明代全城編為八坊，以太平坊居首。清代全城編為二十九坊，也以太平坊居首。

## 现状
2013年7月，太平门在一次工地施工中重见天日。2014至2015年，重庆市文化遗产研究院对太平门遗址开展主动性考古发掘，发掘面积800平方米，发现太平门主城门、主城墙、道路、排水沟等各类遗迹33处，并启动三维数字复原研究。 城门遗址由主城和瓮城两部分组成，是重庆城唯一保存有较好瓮城的城门遗址。主城门为明代修建的单门洞石构拱门，一券一伏式双重券顶，内外以石阶踏道、墁石路面相通；瓮城平面呈长方形，由东、南、西三面城墙与主城墙围合而成，瓮城门及西墙已毁，东墙、南墙被房屋和道路叠压而尚存。太平门主城墙现存约200米，与西南部的人和门相连。城墙依山就势砌筑，夯土甃石结构。城墙历经南宋、明、清三个时期修筑和多次补筑而成。

## 川江號子
- 太平門，鐘鼓樓，報時很準（開）[5]。
- 太平門，老鼓樓，時辰報准（開）[6]。
- 太平門，賣的是，海味山珍[7]。
- 光緒唱本：《迎財神》:我唐一、唐二、唐三、唐四娘所生，我唐二走湖廣到重慶，轉來又到重慶城。開九門閉九門，二九一十八重門。仰起睡朝天門，卜倒睡通遠門，刀刀槍槍千廝門，婆娘坐月太平門，五輩人不分家，此乃就是人和門[8]。